# مزرعه‌دار (فیلم ۱۹۶۷)
مزرعه‌دار (به تامیلی: Vivasayi) یا (به انگلیسی: Farmer) فیلمی هندی محصول سال ۱۹۶۷ و به کارگردانی ام. ای تیروموگام است. در این فیلم بازیگرانی همچون ماروتور راماچاندران، کی. آر ویجایا، ناگش و مانوراما ایفای نقش کرده‌اند.